# The Hidden World
The Hidden World (deutsch Die Verborgene Welt) ist ein Dokumentarfilm unter der Regie von Robert H. Crandall aus dem Jahr 1958. Der Produzent des Films Robert Snyder wurde für und mit dem Film 1959 in der Kategorie „Bester Dokumentarfilm“ für einen Oscar nominiert.

## Inhalt

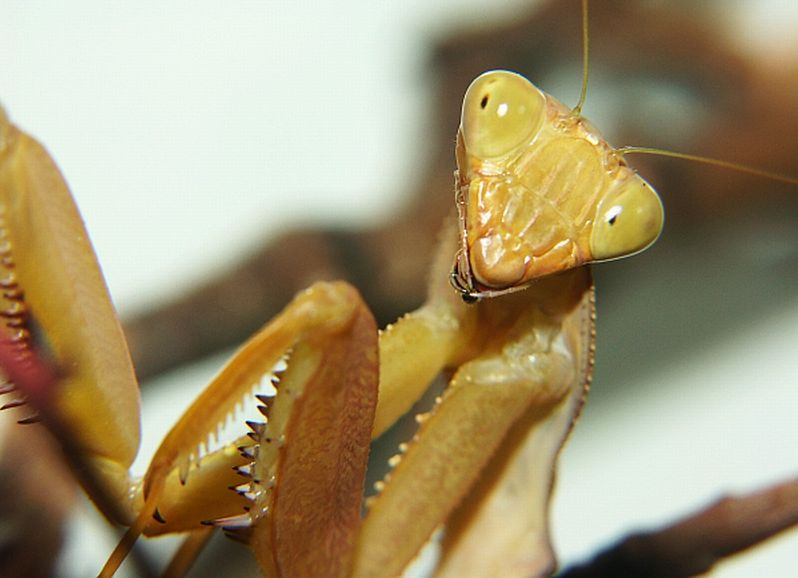
Ghana-Gottesanbeterin (Sphodromantis lineola) ♀

Gregory Peck, der Erzähler im Film, macht die Zuschauer mit der faszinierenden Welt der Insekten vertraut. So wird beispielsweise eine außergewöhnlich große weibliche Gottesanbeterin in einer gleichzeitig schrecklichen, aber darüber hinaus sehr beeindruckenden Szene gezeigt. Gottesanbeterinnen können stundenlang unbeweglich in einer Position verharren. Nähert sich ihnen dann ein Opfer, packen sie es unerbittlich mit ihren Fangbeinen.

## Produktionsnotizen
Produziert wurde der Film von Small World Co.

## Auszeichnung
Oscarverleihung 1959
- Robert Snyder nominiert für und mit dem Film in der Kategorie „Bester Dokumentarfilm“
  - Der Oscar ging jedoch an Ben Sharpsteen und den Tierfilm Weiße Wildnis, der Lemminge in der Arktis, Eisbären und weitere Tiere in dieser Region zum Thema hat.